# Benedetto Bartolo
Benedetto Bartolo (* Dezember 1627 in Giarratana; † November 1685) war ein italienischer römisch-katholischer Bischof.

## Leben
Der sizilianische Patrizier empfing am 11. März 1668 die Priesterweihe. Er wurde am 12. September 1672 zum Bischof von Lacedonia ernannt. Die Bischofsweihe spendete ihm Cesare Kardinal Facchinetti sechs Tage später. Am 18. September 1684 wurde Benedetto Bartolo zum Bischof von Belcastro ernannt.